# 新溫切斯特 (印地安納州)
新溫切斯特（英語：New Winchester）是位於美國印地安納州亨德里克斯縣的一個非建制地區。該地的面積和人口皆未知。